# Східносибірська низовина
Східносибірська низовина(рос. Восточно-Сибирская низменность) або Яно-Колимська низовина — величезна рівнина на північному сході Сибіру, Росія. В адміністративному відношенні входить до складу республіки Якутія.
Через суворість клімату Східносибірська низовина в основному не заселена. Населені центри невеликі і широко розкидані. Чокурдах, Оленегорськ, Нижньоянськ, Руське Устя, Зирянка, Середньоколимськ, Аргахтах та Андрюшкіно є одними з небагатьох міст у цьому районі.

## Географія
Східносибірська низовина — великий регіон, розташований на крайньому північному сході Сибіру. Має приблизно трикутну форму і протягується близько 1300 км зі сходу на захід та 1100 км з півночі на південь, поступово піднімаючись і звужуючись на південь, глибше на континент. За винятком невеликої ділянки на південному кінці, низовина лежить майже повністю на північ від Полярного кола. Низовина має у своєму складі низовини Яно-Індигірську, Колимську та Абийську, великі алювіальні рівнини, заболочені та всіяні тисячами озер. Ці менші рівнини другого порядку обмежені хребтами: Кюндюлюн, Полоусний, Улахан-Сіс, Кондаковське плоскогір'я і Суор-Уята, а також ізольованими сопками, на кшталт Кігілях-Тас над річкою Алазея.
На півночі Східносибірська низовина обмежена неглибокими крайовими морями Північного Льодовитого океану: море Лаптєвих та Східносибірське море. Новосибірські острови та менші Ведмежі острови, є продовженням рівнини на континентальному шельфі. На заході, півдні та південному заході низовина обмежена Східносибірськими горами, а саме: Верхоянським хребетом, хребтом Черського та їх передгір'ями, а також Алазейським плоскогір'ям, а на сході західним кінцем Анадирського хребта та Юкагірського плоскогір'я.
Низовину перетинають річки, що течуть переважно на північ. Основними з них є Яна, Індигірка та Колима та їх притоки, а також менші річки Алазея, Сундрун та Хрома. За винятком дуже великих, взимку більшість річок низовини замерзають до дна.
На Східносибірській низовині розповсюджена вічна мерзлота, а також формації пов'язані з нею: аласи, термокарстові западини та байджарахи.

## Геологія
Геологічно низовина в основному складається з відкладень морського походження. вони сягають часів, коли терен низовини займало Верхоянське море, древнє море, яке займало більшу частину басейну сучасної річки Яна та верхів'я Індигірки в пермський період. Верхоянське море було розташоване на східному краю Сибірського кратону. З плином століть більша частина території поступово заповнювалася алювіальними відкладами сучасних річок.

## Клімат, флора і фауна
Клімат, що панує в низині, субарктичний і суворий, що характеризується тривалими, дуже холодними зимами. Середня температура січня на березі моря становить -32° C, а на суходолі -36° C. У липні середня температура на березі моря досягає 0° C, але у внутрішній зоні залишається холодно -12° C. Більша частина низовини вкрита тундрою. Лише на півдні верхів'їв Колими є область, де може рости модринова тайга.
На берегах річки Сундрун можна знайти стада диких північних оленів, які мають річний характер міграції. Загальна популяція північних оленів у Східносибірській низовині, проте, невелика порівняно з іншими районами, такими як Канадійська Арктика.. Річки та озера рясні рибою: палія арктична, сиг сибірський, чир, муксун, нельма та омуль.. Влітку на водно-болотних угіддях мешкають великі популяції мігруючих птахів: журавель білий, казарка чорна, лебідь чорнодзьобий та Somateria fischeri